# Kié-Ntem
Kié-Ntem ist eine Provinz Äquatorialguineas auf dem Festlandsteil Mbini mit der Hauptstadt Ebebiyín.
Die Provinz ist in drei Distrikte unterteilt. Die wichtigsten Städte sind Ebebiyín und Micomeseng (Micomiseng).

## Geographie
Die Provinz liegt im Nordosten Mbinis und grenzt im Norden an Kamerun, im Süden an die Provinz Wele-Nzas, im Westen an die Provinz Centro Sur und im Osten an Gabun.

## Nachweise
1. ↑  Instituto Nacional de estadística de Guinea Ecuatorial: Anuario estadístico de Guinea Ecuatorial 2018, abgerufen am 28. November 2020